# Датска суперлига
Датска суперлига (на датски: Superligaen), е дивизията от най-високо ниво в датския футбол. Администрирана е от Датската футболна асоциация. „Суперлигата“ се състои от 12 отбора всяка година, като 2 от тях изпадат. Това е една от лигите в Европа в която шансът да изпаднеш е много голям. Датската суперлига изживява страхотно развитие през последните 5 години. Строят се нови стадиони, мачовете са по-посещаеми. Ранкът на лигата в Европа се е вдигнал от 23 до 12-о място. Ако тази позиция се запази и през сезон 2012/13 отборът, завършил на първо място ще влиза автоматично в Шампионската лига, а вторият ще играе квалификации. Скорошните добри представяния на ФК Копенхаген в Европа са една от причините за въздигането на Датското първенство, но отбори като Оденсе Болдклуб, Олбор Фодболд и Брьонбю ИФ също се представят добре. За сезон 2009 – 10 средната посещаемост е 8, 315 души на мач. Според футболния сайт Soccerlens.com Датската суперлига е на 11-о място в Европа по посещаемост, като е пред страни като Гърция, Украйна и Австрия по този показател.

## Отбори 2012/13
- Олбор Фодболд
- АК Хорсенс
- АГФ Орхус
- Брьонбю ИФ
- Есбер фБ *
- ФК Копенхаген
- ФК Митюлан
- ФК Норшелан
- Оденсе Болдклуб
- ФК Ранерс *
- Силкебор ИФ
- Сьонерюск Елитеспорт

Отборите с * се качват от по-долна дивизия

## Шампиони по клубове само в Суперлигата
| Клуб          | Шампион | Години |
| ------------- | ------- | --- |
| ФК Копенхаген | 16      | 1992/93, 2000/01, 2002/03, 2003/04, 2005/06, 2006/07, 2008/09, 2009/10, 2010/11, 2012/13, 2015/16, 2016/17, 2018/19, 2021/22, 2022/23, 2024/25 |
| Брьонбю ИФ    | 11      | 1985, 1987, 1988, 1990, 1991, 1995/96, 1996/97, 1997/98, 2001/02, 2004/05, 2020/21                                                             |
| Олбор Фодболд | 4       | 1994/95, 1998/99, 2007/08, 2013 – 2014 |
| ФК Митюлан    | 4       | 2014/15, 2017/18, 2019/20, 2023/24 |
| Люнгбю БК     | 1       | 1991/92 |
| Силкебор ИФ   | 1       | 1993/94 |
| Херфьолге БК  | 1       | 1999/00 |
| ФК Норшелан   | 1       | 2011/12 |

## Шампиони по клубове
| Клуб                        | Брой титли |
| --------------------------- | ---------- |
| КБ (Копенхаген)             | 16         |
| Копенхаген                  | 13         |
| Брьондби                    | 11         |
| Академиск (Копенхаген)      | 9          |
| Б 93 (Йостербро)            | 9          |
| Б-1903 (Копенхаген)         | 7          |
| Фрам (Копенхаген)           | 6          |
| Орхус                       | 5          |
| Есберг                      | 5          |
| Вейле                       | 5          |
| Олборг                      | 4          |
| Одензе                      | 4          |
| Мидтиланд (Хернинг и Икаст) | 3          |
| Хвидовре                    | 3          |
| Б 1909 (Одензе)             | 2          |
| Кьоге                       | 2          |
| Лингби                      | 2          |
| Нордселанд (Фарум)          | 1          |
| Силкеборг                   | 1          |
| Херфьолге                   | 1          |